# Číselná osa

Přirozená čísla na číselné ose.

Číselná osa je v elementární matematice přímka sloužící k zobrazování čísel, které jsou na ní vyznačena značkami. Popsány jsou jen některé značky, aby byla zachována přehlednost (zbylá čísla lze dopočítat). Každý bod na číselné ose představuje reálné číslo a každé reálné číslo představuje na přímce bod. Na obrázku vpravo jsou na číselné ose vyznačená celá čísla, přičemž uprostřed je nula a podle všeobecně přijímané konvence jsou vlevo od ní záporná čísla a vpravo kladná čísla.

## Charakteristika
Na základní číselné ose je rozestup mezi značkami jedna, ale neplatí to vždy (je nutné se zorientovat podle uvedených značek). Obvykle je používána vodorovná číselná osa, avšak v kartézské soustavě souřadnic se používá také svislá číselná osa, pro znázornění prostoru pak další osa. Šipky na obou koncích číselné osy znázorňují podle zažité konvence pokračování číselné osy do nekonečna. Je-li použita jen jedna šipka, pak vyznačuje pokračování ve směru kladné části číselné osy (tj. zvyšující se čísla), což je obvykle směrem doprava.

### Užití
Číselná osa bývá používána při porovnávání čísel (menší jsou na číselné ose vlevo, větší vpravo). Dále je číselná osa používána při výkladu výkladu operací sčítání čísel (posun doprava) a odčítání čísel (posun doleva) a následně při zachování těchto pravidel k objasnění operací se zápornými čísly. Na číselné ose jsou znázorňovány intervaly a operace s nimi (průnik, sjednocení, negace).
Číselná osa může být:
- lineární se jednotnou délkou pro stejné rozdíly čísel (nejčastěji)
- logaritmická s jednotnou délkou pro stejné poměry stejně vzdálených čísel (např. logaritmické pravítko, logaritmická stupnice u grafů a diagramů)
- případně jiná